# Скачков, Сергей Ростиславович
Серге́й Ростисла́вович Скачко́в (род. 19 апреля 1956, Ленинград, СССР) — советский и российский рок-музыкант, вокалист, клавишник, композитор, аранжировщик, бывший лидер-солист и фронтмен группы «Земляне».

## Биография
Музыкой заниматься начал в 1973 году во время учёбы в Ленинградском техникуме морского приборостроения, по специальности математик-программист. Впервые выступил в составе ленинградской рок-группы «Вечное движение». Осенью 1974 года организовал свою рок-группу «М 2103» (по названию его учебной группы в ЛТМП), которая позже изменила название на «Апрель», а потом стала называться «Какаду».

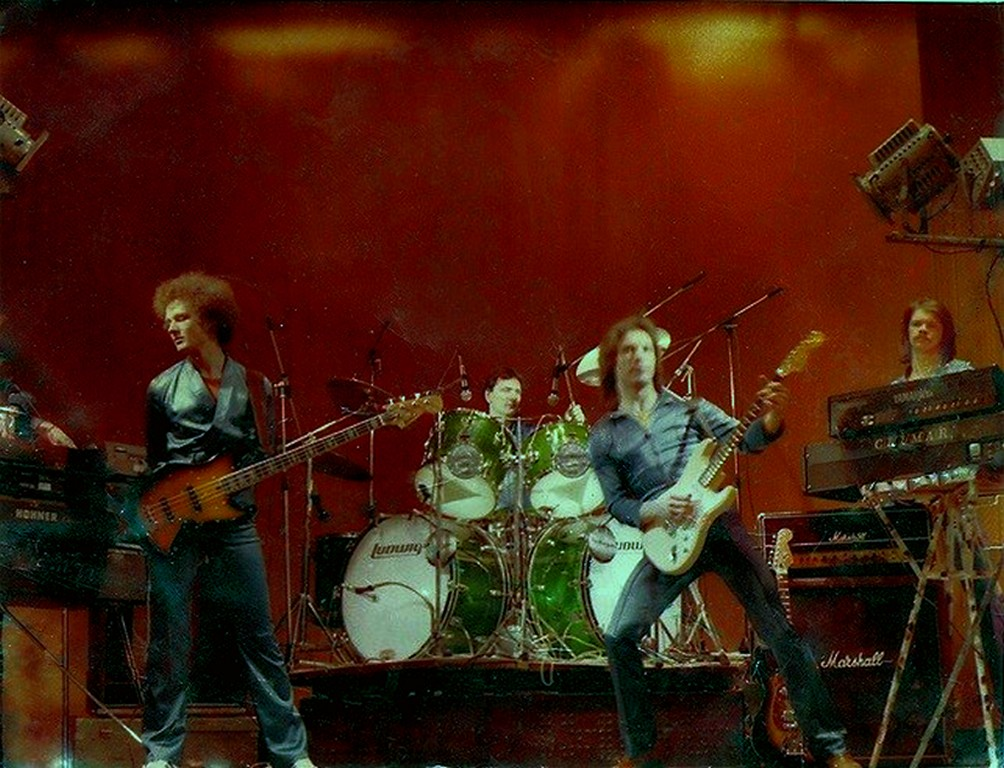
Сергей Скачков в составе группы «Земляне» (крайний справа) в первой половине 1980-х.

В 1980 году руководитель группы «Земляне» Владимир Киселёв пригласил Сергея Скачкова на место клавишника и вокалиста группы, где он стал исполнителем абсолютного большинства песен из репертуара группы.
В 1980-е годы, являясь вокалистом группы «Земляне», Сергей Скачков неоднократно признавался зрительской аудиторией слушателей в числе лучших певцов и исполнителей на советской эстраде по версии читателей первых музыкальных хит-парадов того времени, проводившихся на страницах таких популярных молодёжных изданий, как ленинградская газета «Смена» и в «хит-параде „Звуковой дорожки“» газеты «Московский комсомолец».
В 2000 году выходит сольный альбом Сергея Скачкова «SOS».
В 2006 году Сергеем Скачковым и директором группы «Земляне» Вячеславом Каревым было образовано некоммерческое партнёрство «Центр детско-юношеского творчества „Земляне“».
В апреле 2006 года Сергей Скачков отметил 50-летие, награждён орденом «За заслуги перед Отечеством» IV степени, и другими орденами и медалями.
В августе 2007 года Сергей Скачков покидает группу «Земляне» и начинает сольную карьеру.
В феврале 2008 года в концертном зале «Мир» (Москва) состоялась концертная презентация сольного альбома Сергея Скачкова «Холод души».
4 ноября 2009 года был представлен совместный альбом Сергея Скачкова и Курта Хауэнштайна — «Земляне & Supermax / Sergey Skachkov & Kurt Hauenstein» (диск из песен группы «Supermax» и песни «Трава у дома» в вокальном исполнении Скачкова и Хауэнштайна, на русском и английском языке).
25 ноября 2009 года состоялся концерт-фестиваль под названием «Эта песня стала Гимном», посвящённый 30-летию написания песни «Трава у дома» с участием многих российских звёзд эстрады, космонавтов и различных общественных деятелей, организованный НП ЦДЮТ «Земляне». На этом концерте, решением «Роскосмоса», песне «Трава у дома» был присвоен официальный общественный статус «Гимна российской космонавтики».
30 марта 2010 года Сергей Скачков и музыканты НП ЦДЮТ «Земляне» прибыли на космодром Байконур, чтобы спеть перед стартом «Траву у дома». Об этом событии был снят документальный фильм, показанный телеканалом «Ren TV» в День космонавтики 12 апреля 2010 года.
9 мая 2010 года, в качестве хэдлайнеров из России Сергей Скачков и музыканты НП ЦДЮТ «Земляне» выступили в большом концерте в честь празднования 65-летия Дня Победы в Софии (Болгария).
В сентябре 2010 года Сергей Скачков выпускает ню-металлический альбом «Символы любви». В поддержку этого альбома был отснят апокалипсический видеоклип на композицию «Твой Delete».
С 2010 года Сергей Скачков является членом попечительского совета Международного центра искусств Маргариты Майской «Арт-изо-центр», а с 2014 года является председателем жюри Международного фестиваля искусств «Арт-изо-фест».
В 2011 году Сергей Скачков и музыканты НП ЦДЮТ «Земляне» выступили на фестивале российской песни «Зелёна-Гура» в Польше.

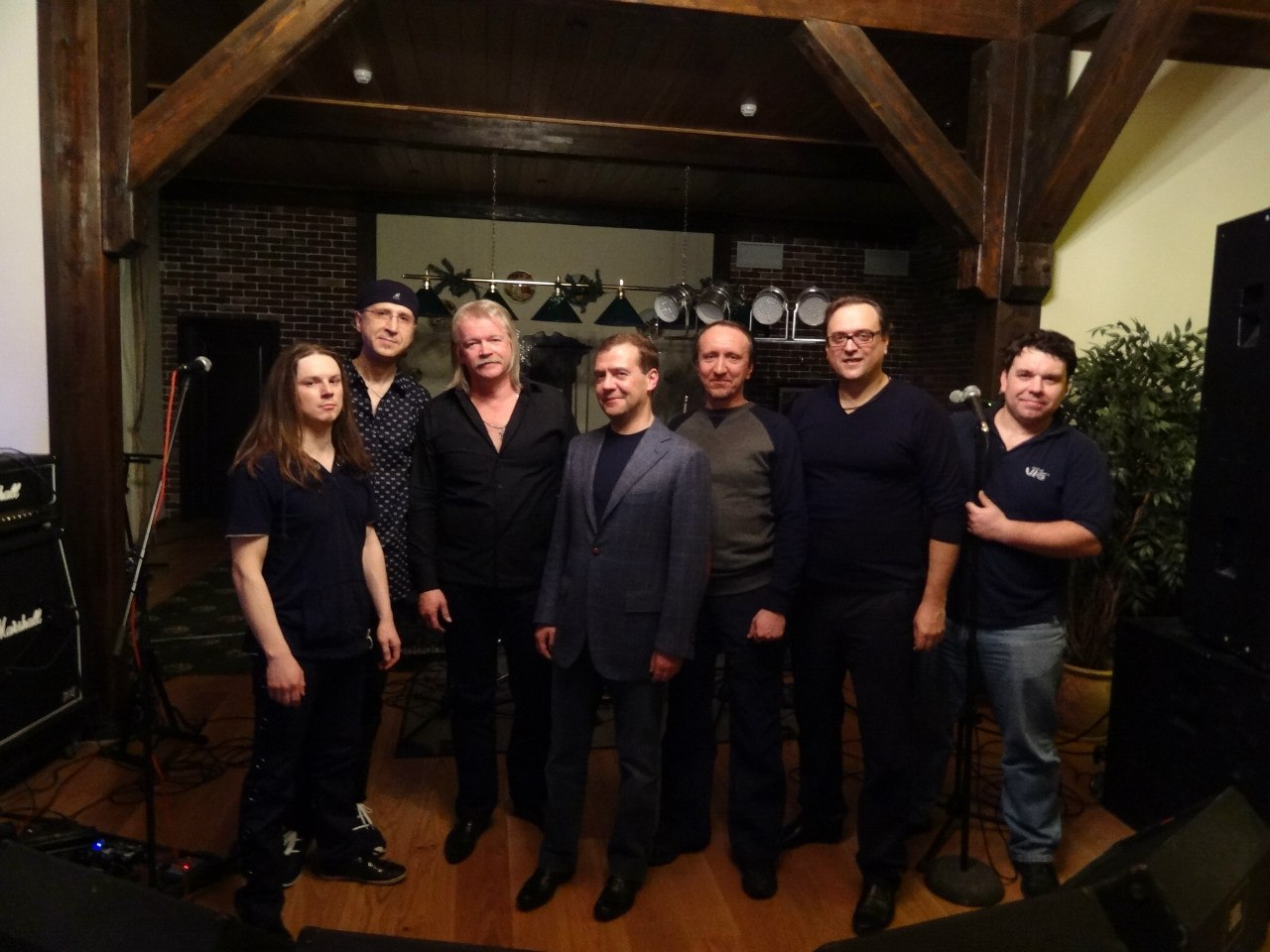
Сергей Скачков и музыканты НП ЦДЮТ «Земляне» с Дмитрием Медведевым (Сочи, 21.01.2012)

21 января 2012 года Президент РФ Дмитрий Медведев на неформальной встрече с Сергеем Скачковым и музыкантами НП ЦДЮТ «Земляне» спел «Траву у дома».
К весне 2012 года, в преддверии очередного Дня космонавтики был снят и появился в телеэфирах музыкальных каналов официальный анимационный видеоклип на песню «Трава у дома», которая до того момента не имела официального музыкального видеоклипа от основного её исполнителя — вокалиста Сергея Скачкова. В съёмках приняли участие музыканты НП ЦДЮТ «Земляне».
В июне 2014 года на компакт-диске и в цифровых магазинах появился альбом «Половина пути», в который по словам Сергея Скачкова «вошли многие ранее неизданные песни исполняемые в концертах ещё с 1980-х, а также новые композиции родившиеся в самое последнее время».
18 марта 2016 года в рамках празднования второй годовщины «воссоединения Крыма с Россией» Сергей Скачков и музыканты НП ЦДЮТ «Земляне» дали большой концерт в Севастополе.
В 55-летний День космонавтики 12 апреля 2016 года Сергей Скачков и музыканты НП ЦДЮТ «Земляне» выступили на праздничном мероприятии на месте приземления Юрия Гагарина, на Гагаринском поле под городом Энгельс Саратовской области.
23 февраля 2017 года Сергей Скачков и музыканты НП ЦДЮТ «Земляне» выступили с концертом в Цхинвале (РЮО). Скачкову была вручена Почётная грамота Президента Республики Южная Осетия.
В честь Дня ВМФ России 26 июля 2020 года Сергей Скачков принял участие в концерте на авиабазе «Хмеймим» (Сирия).
В 2021 году некоммерческое партнёрство «Центр детско-юношеского творчества „Земляне“» прекратило существование. Также в июне 2021 года Сергей Скачков был внесён в санкционный список Украины за неоднократное посещение аннексированного Крыма. Сергей заявил, что думал, что уже находится там, а также рассказал про то, что его неоднократно звали выступить в Украине, но он отказывался.
Сергей Скачков продолжает участвовать во многих концертах и фестивалях, а также городских и профессиональных праздничных мероприятиях и программах, включая фестивальные рок-концерты на байк-шоу.
Поддерживает вторжение России в Украину в социальной сети ВКонтакте.

## Семья
- Первая жена — Галина[27], дочь Яна (род. 1980)[28]
- Вторая жена — Наталья[27]
- Третья жена — Альбина[27], в браке с 1993 года, скончалась в 2024 году. Сын Сергей (род. 1998), приёмная дочь Мария (род. 1999)[28]

## Дискография
- 2000 — «SOS», «ZeKo Records»
- 2008 — «Холод души», «Navigator Records»
- 2008 — «Концерт-презентация сольного альбома „Холод души“, ККЗ „Мир“ 02.02.2008», «GMC»
- 2009 — «Земляне & Supermax / Sergey Skachkov & Kurt Hauenstein», «НП ЦДЮТ „Земляне“» / «Союз»
- 2010 — «Символы любви», НП «ЦДЮТ „Земляне“» / «CD’Maximum»
- 2014 — «Половина пути», «ООО ПЦ Сергея Скачкова» / «ООО М2»
- 2016 — «Всё победит любовь. Гимн Паралимпийской сборной России», «GMC»
- 2016 — «Избранное и неизданное», «WMA»

## Видеография
- 2008 — Холод души
- 2008 — Маленький кораблик
- 2009 — За горизонтом лета
- 2009 — Всё победит любовь[29]
- 2009 — Perfect Stranger
- 2010 — Твой Delete[15]
- 2012 — Трава у дома[17]
- 2015 — Где ты
- 2018 — Сердце